# Coker Ice Rise
Der Coker Ice Rise ist eine kleine Eiskuppel an der Fallières-Küste des Grahamlands auf der Antarktischen Halbinsel. Er ragt 10 km westnordwestlich der Triune Peaks aus dem Wordie-Schelfeis auf.
Luftaufnahmen entstanden bei der US-amerikanischen Ronne Antarctic Research Expedition (1947–1948). Vermessungen nahm der Falkland Islands Dependencies Survey im Jahr 1958 vor. Das Advisory Committee on Antarctic Names benannte ihn nach Walter B. Coker von der United States Navy, Funker auf der Palmer-Station im antarktischen Winter des Jahres 1969.